# 자리공아과
자리공아과(---亞科, 학명: Phytolaccoideae 피톨라코이데아이[*])는 자리공과의 아과이다.

## 하위 분류
- 자리공속(Phytolacca Tourn. ex L.)
- Anisomeria D.Don
- Ercilla A.Juss.
- Nowickea J.Martínez & J.A.McDonald